# Элиса (телесериал)
Элиса (исп. Elisa) — мексиканская драматическая теленовелла 1959 года производства Telesistema Mexicano.

## Синопсис
Сюжет телесериала развивается вокруг отношении героев Сильвии Дербес и Энрике дель Кастильо.

## Создатели телесериала

### В ролях
- Сильвия Дербес — Элиса.
- Энрике дель Кастильо
- Хосе Гальвес
- Барбара Хиль
- Лоренсо де Родас
- Росенда Монтерос
- Исмаэль Ларумбе-старший
- Берта Мосс
- Хуан Салидо